# 熊笵輿
熊繼先，（1878年—1920年11月）字笵輿，號鐵厓，贵州贵阳人，清末民初政治人物，末科同進士出身。
光緒三十年（1904年）太后七旬万寿甲辰恩科進士，三甲三十九名，后官知縣，以保薦人才充雲貴總督幕僚，授雲南遺缺府知府。1909年初，曾任北洋法政学堂监督。入民國任省公署秘書長等職，為黔軍興義系領袖劉顯世手下要員。1920年11月，在劉顯世與王文華間搶奪貴州省權力時，遭王文華系統之孫劍鋒及何應欽等人策劃殺害，頭顱並遭斬下。